# Парк імені Жовтня (Ростов-на-Дону)
Парк імені Жовтня (рос. Парк имени Октября) — парк культури і відпочинку, що розташований у Жовтневому районі міста Ростова-на-Дону в Росії.

## Історія
Парк імені Жовтня був заснований в 1971 році на площі 7,2 га на березі річки Темерник. На території парку є бігові доріжки, вуличні тренажери, майданчики для гри в настільний теніс, а також майданчик, яка була створена для занять різними видами спорту, у тому числі баскетболом, волейболом або футболом.
У 2013 році повинен був бути вирішено питання щодо аварійного стану двох ниток каналізаційної лінії, які розташовані в центральній частині парку. Вони були причиною появи неприємних запахів і санітарного забруднення території. Влітку того ж року повинна була проводитися робота з перекладання мереж. Сходи біля центрального входу в парк з боку вулиці 56-ї армії, були реконструйовані. У весняний період на території парку імені жовтня було висаджено близько 40 дерев, серед них такі види, як горобина, бузок, ялина, ясен.
Парк імені Жовтня є майданчиком, на якій проводяться культурно-масові заходи, відзначається День Державного прапора Російської Федерації, День Росії, День Перемоги, День захисту дітей і багато інші свята. У зимовий час року в парку проводяться новорічні дитячі свята.